# Patriarcat

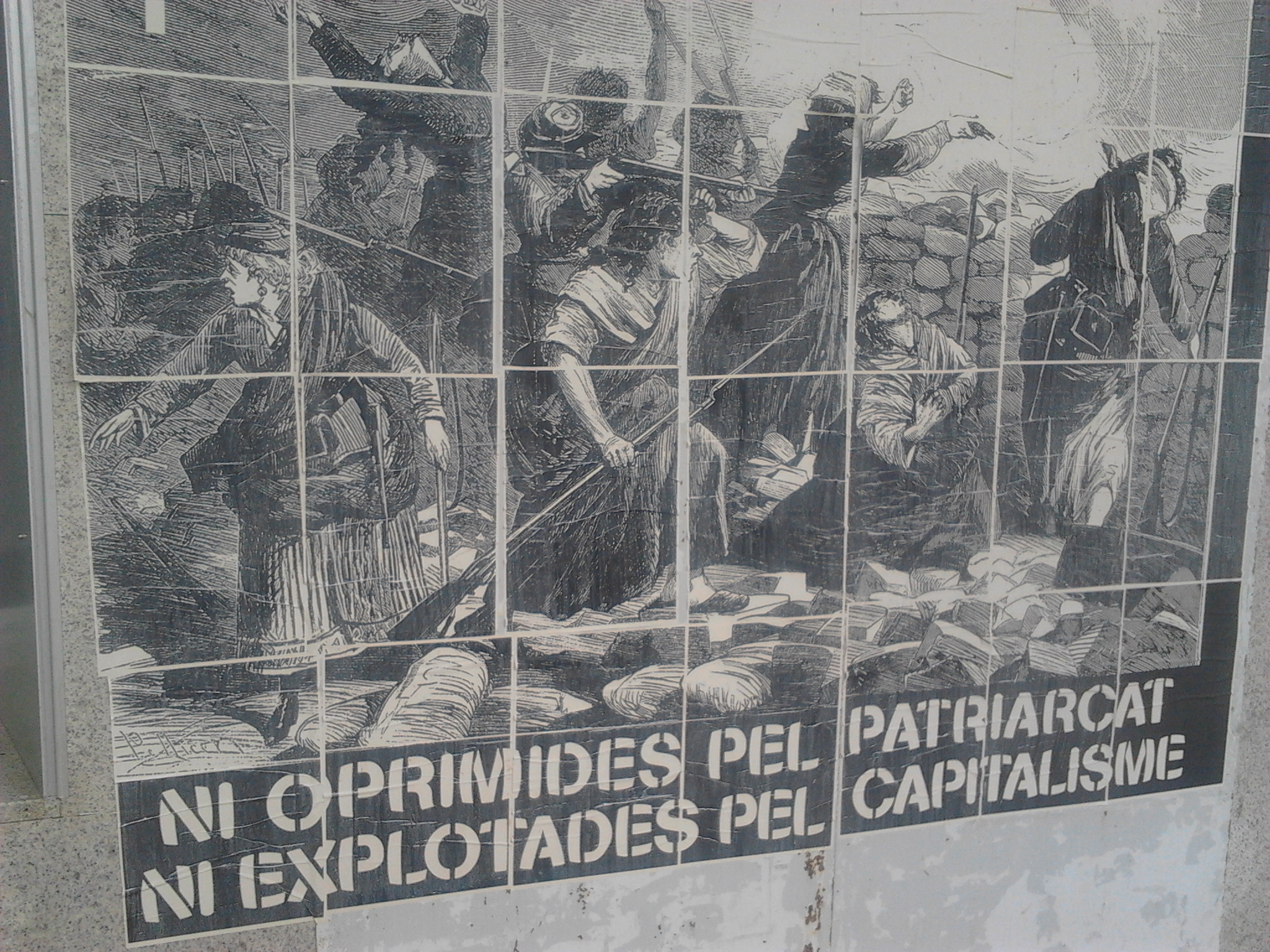
Mural sobre el patriarcat a la Universitat Pompeu Fabra

El patriarcat és un concepte antropològic que descriu una organització social i cultural en la qual la totalitat de les relacions socials està estructurada pel domini de l'home. La seva ideologia inclou una valoració desigual entre homes i dones, establint que ells són superiors i elles inferiors. La teoria del patriarcat va ser una de les primeres teories feministes.
Basat en la dominació del pare (o altres homes del grup) sobre les dones de la família i el control de la seva sexualitat, és un sistema que reserva a l’home el protagonisme en l’espai públic, on exerceix el poder i el control, i que relega la dona a l’espai domèstic i a la funció reproductora. Les estructures patriarcals solen intersecar amb múltiples eixos d’opressió. Per aquesta raó solen emprar-se termes compostos com per exemple «patriarcat capitalista» o «heteropatriarcat».
El patriarcat és el poder, públic o privat, de l'home sobre la dona. Es tracta d'una repartició de poder, que defineix valor diferent a diferents persones (vegeu jerarquia) i a la que uns estan per sobre de tota la resta. En un sistema patriarcal, el masclisme indica el que cal ser, sentir, pensar i fer per no baixar esglaons a la piràmide del poder. La paraula "masclisme" es va crear per a designar qualsevol tipus d'opinió, disposició o pràctica que diferencia de manera negativa el fet de ser dona. No arremet únicament sobre les dones sinó també als homes que pels seus gustos, manera de ser o de fer no compleixen les normes i comportaments suposadament adscrits als "homes" o a la "masculinitat" estàndard (rol masculí) d'una comunitat o societat.
El terme patriarcat també s'utilitza en els sistemes jeràrquics d'algunes esglésies dirigides únicament per homes, com ara l'Església Ortodoxa Grega i l'Església Ortodoxa Russa, i en sistemes socials familiars en què els pares tenen autoritat suprema de llurs famílies, en què els membres mascles de la societat predominen en les posicions de poder i en què la posició de més poder serà ostentada per un mascle. El cas contrari s'anomena matriarcat. Finalment, el terme patriarcat en l'actualitat sovint s'utilitza de manera pejorativa per descriure un ordre polític escleròtic i immòbil.

## Etimologia
"Patriarcat" en català prové del genitiu llatí patris, "pare", i del grec arché, "govern".

## Formes
El terme "patriarcat" conté el patrilinealisme i el patrilocalisme.
El patrilinealisme defineix les societats en què l'herència (de qualsevol tipus) s'origina del llinatge del pare. Una societat amb característiques matrilineals, per contra, com el judaisme, estableix que per a ser considerat jueu, una persona ha de ser fill d'una mare jueva. Cal esmentar, això no obstant, que la cultura jueva, és patriarcal.
El patrilocalisme defineix un centre de control que es deriva de la comunitat geogràfica i cultural del pare. Per exemple, en contreure matrimoni, la nova família viurà amb el pare del marit. En una societat matrilineal o matrilocal, una dona viurà amb la seva mare i les seves germanes fins i tot després del matrimoni. Els seus germans es converteixen en els "pares socials" dels seus fills i tindran més influència sobre ells que no pas el pare biològic. La majoria de les societats són predominantment patrilineals i patrilocals, encara que no és una característica universal.
El patriarcat també pot ser matrilineal.